# هاينز فـان هارين
هاينز فـان هارين (بالهولندية: Heinz van Haaren)‏ هو لاعب كرة قدم هولندي في مركز الوسط، ولد في 3 يونيو 1940 في مارل في ألمانيا. لعب مع شالكه 04 ونادي دويسبورغ ونادي ستراسبورغ.

## وصلات خارجية
- هاينز فـان هارين على موقع قاعدة بيانات كرة القدم.إي يو (الإنجليزية)
- هاينز فـان هارين على موقع بيانات كرة القدم. دي إي (الألمانية)
- هاينز فـان هارين على موقع عالم كرة القدم.نت (الإنجليزية)